# Adolf ni tsugu
Adolf ni tsugu (アドルフに告ぐ), en historisk tecknad serie av Osamu Tezuka. 

## Handling
Adolf utspelar sig i Japan och Tyskland under andra världskriget med en prolog i Golanhöjderna 20 år senare. Handlingen kretsar kring tre personer vid namn Adolf och en journalist vid namn Sohei Toge – Adolf Kaufmann, född i Japan med nazitysk far och japansk mor; hans barndomsvän Adolf Kamil, judisk flykting från Europa, och Adolf Hitler, tysk diktator och nazistledare.

## Publicering
- Publicerades i USA under titeln Adolf av Viz Media.
- Serialiserades i Japan i Shûkan Bunshun mellan den 6 januari 1983 och den 30 maj 1985